# Tina (Missouri)
Tina è un villaggio degli Stati Uniti d'America, situato nello Stato del Missouri, nella contea di Carroll.